# Lijst van gemeentelijke monumenten in Utrecht-Noordoost
Dit de wijk Noordoost in Utrecht kent totaal 280 gemeentelijke monumenten beschreven in 238 regels (monumentnummers), verdeeld over de volgende buurten:

## Huizingalaan, Karel Doormanlaan e.o.
Voor het verkeersplein De Berekuil zie de lijst van gemeentelijke monumenten in Utrecht-Oost.
Daarnaast kent deze buurt nog één gemeentelijke monument:
| Object                                     | Bouwjaar  | Architect      | Locatie                  | Coördinaten                 | Nr.       | Afbeelding                                 |
| ------------------------------------------ | --------- | -------------- | ------------------------ | --------------------------- | --------- | ------------------------------------------ |
| Kantoor- en woonhuis van de architect zelf | 1963-1964 | Piet Dingemans | Huizingalaan 187 t/m 191 | 52° 5' 59" NB, 5° 8' 31" OL | 0344/1577 | Kantoor- en woonhuis van de architect zelf |

## Lauwerecht
De buurt Lauwerecht kent de volgende 36 gemeentelijke monumenten beschreven in 35 regels (monumentnummers):
| Object                                                                 | Bouwjaar                                                    | Architect | Locatie                              | Coördinaten | Nr.       | Afbeelding  |
| ---------------------------------------------------------------------- | ----------------------------------------------------------- | --------- | ------------------------------------ | ----------- | --------- | ----------- |
| Winkel-woonpand                                                        | 1910 (circa)                                                |           | Bemuurde Weerd Oostzijde 3           |             | 0344/0147 | Upload foto |
| Huis                                                                   | Eind 19e eeuw                                               |           | Bemuurde Weerd Oostzijde 15A t/m 15C |             | 0344/0148 | Upload foto |
| Huis                                                                   | Eerste helft 19e eeuw                                       |           | Bemuurde Weerd Oostzijde 16          |             | 0344/0149 | Upload foto |
| Huis                                                                   | 19e eeuw                                                    |           | Bemuurde Weerd Oostzijde 17          |             | 0344/0150 | Upload foto |
| Huis                                                                   | 17e eeuw                                                    |           | Bemuurde Weerd Oostzijde 23/23BS     |             | 0344/0151 | Upload foto |
| Huis                                                                   | Eerste helft 19e eeuw                                       |           | Bemuurde Weerd Oostzijde 24          |             | 0344/0152 | Upload foto |
| Huis                                                                   | 17e eeuw                                                    |           | Bemuurde Weerd Oostzijde 27          |             | 0344/0153 | Upload foto |
| Huis                                                                   | Eerste helft 19e eeuw                                       |           | Bemuurde Weerd Oostzijde 28-28BS     |             | 0344/0154 | Upload foto |
| Huis                                                                   | Eerste helft 19e eeuw                                       |           | Bemuurde Weerd Oostzijde 31          |             | 0344/0155 | Upload foto |
| Huis                                                                   | Eerste helft 19e eeuw                                       |           | Bemuurde Weerd Oostzijde 32-32BS     |             | 0344/0156 | Upload foto |
| Huis                                                                   | 17e eeuw (mogelijk)                                         |           | Bemuurde Weerd Oostzijde 34          |             | 0344/0157 | Upload foto |
| Huis                                                                   | Begin 19e eeuw                                              |           | Bemuurde Weerd Oostzijde 36          |             | 0344/0158 | Upload foto |
| Huis                                                                   | Vóór de 19e eeuw                                            |           | Bemuurde Weerd Oostzijde 38-38BS     |             | 0344/0159 | Upload foto |
| Eénbeukige kerk; Sint Jakobuskerk                                      | 1870                                                        |           | Bemuurde Weerd Oostzijde 56          |             | 0344/0160 | Upload foto |
| Pand met voor- en achterhuis                                           | Vóór de 19e eeuw (waarschijnlijk)                           |           | Bemuurde Weerd Oostzijde 73          |             | 0344/0161 | Upload foto |
| Woonhuis                                                               | Eerste helft 19e eeuw (hoofdzakelijk); waarschijnlijk ouder |           | Lauwerecht 1                         |             | 0344/0164 | Upload foto |
| Woonhuis                                                               | 17e eeuw                                                    |           | Lauwerecht 2                         |             | 0344/0165 | Upload foto |
| Woonhuis                                                               | 17e eeuw                                                    |           | Lauwerecht 4                         |             | 0344/0166 | Upload foto |
| Houtzagerij                                                            | 1880 (circa)                                                |           | Lauwerecht 24                        |             | 0344/0167 | Upload foto |
| Voormalige hervormde bewaarschool en evangelisatielokaal               | 4e kwart 19e eeuw                                           |           | Lauwerecht 59 t/m 59F en 61          |             | 0344/0168 | Upload foto |
| Hovenierswoning                                                        | 1860 (circa)                                                |           | Lauwerecht 67                        |             | 0344/0169 | Upload foto |
| Woonhuis                                                               | 19e eeuw                                                    |           | Lauwerecht 68-68BS                   |             | 0344/0170 | Upload foto |
| Arbeiderswoning (onderdeel serie)                                      | Tweede helft 19e eeuw                                       |           | Lauwerecht 70                        |             | 0344/0171 | Upload foto |
| Arbeiderswoning (onderdeel serie)                                      | Tweede helft 19e eeuw                                       |           | Lauwerecht 72                        |             | 0344/0172 | Upload foto |
| Arbeiderswoning (onderdeel serie)                                      | Tweede helft 19e eeuw                                       |           | Lauwerecht 74                        |             | 0344/0173 | Upload foto |
| Arbeiderswoning (onderdeel serie)                                      | Tweede helft 19e eeuw                                       |           | Lauwerecht 76                        |             | 0344/0174 | Upload foto |
| Arbeiderswoning (onderdeel serie)                                      | Tweede helft 19e eeuw                                       |           | Lauwerecht 78-78BS                   |             | 0344/0175 | Upload foto |
| Arbeiderswoning (onderdeel serie)                                      | Tweede helft 19e eeuw                                       |           | Lauwerecht 80                        |             | 0344/0176 | Upload foto |
| Arbeiderswoning (onderdeel serie)                                      | Tweede helft 19e eeuw                                       |           | Lauwerecht 82                        |             | 0344/0177 | Upload foto |
| Arbeiderswoning (onderdeel serie)                                      | Tweede helft 19e eeuw                                       |           | Lauwerecht 84                        |             | 0344/0178 | Upload foto |
| Arbeiderswoning (onderdeel serie)                                      | Tweede helft 19e eeuw                                       |           | Lauwerecht 86                        |             | 0344/0179 | Upload foto |
| Winkelwoonhuis                                                         | 1860 (circa)                                                |           | Lauwerecht 135/135BS                 |             | 0344/0180 | Upload foto |
| Dubbel woonhuis; oorspronkelijk boerderij                              | Vroege 17e eeuw                                             |           | Lauwerecht 153-155                   |             | 0344/0181 | Upload foto |
| Woonhuis                                                               | 17e eeuw                                                    |           | Lauwerecht 157-159                   |             | 0344/0182 | Upload foto |
| Schutsluizen Zwartewater; oorspronkelijk ontginningssloot (Veengracht) | 1512 of ouder; schut uit 1553                               |           | Zwartewater, Gruttersdijk            |             | 0344/0183 | Upload foto |

## Tuindorp, van Lieflandlaan-West
De buurt Tuindorp, van Lieflandlaan-West kent de volgende 12 gemeentelijke monumenten:
| Object | Bouwjaar  | Architect   | Locatie                                                    | Coördinaten                 | Nr.       | Afbeelding  |
| --- | --------- | ----------- | ---------------------------------------------------------- | --------------------------- | --------- | ----------- |
| Gereformeerde Kerk; Tuindorpkerk                                                                                      | 1923      |             | H.F. van Riellaan 5A en Prof. Suringarlaan 1               | 52° 6' 18" NB, 5° 7' 40" OL | 0344/0203 | Upload foto |
| Studentencomplex van de Stichting Studenten Huisvesting, Complex Lieflandlaan                                         | 1959      |             | Frits Coerslaan 2 t/m 32                                   | 52° 6' 25" NB, 5° 7' 2" OL  | 0344/1625 | Upload foto |
| Studentencomplex van de Stichting Studenten Huisvesting, Complex Lieflandlaan                                         | 1959      |             | Frits Coerslaan 34 t/m 56                                  | 52° 6' 24" NB, 5° 6' 60" OL | 0344/1624 | Upload foto |
| Studentencomplex van de Stichting Studenten Huisvesting, Complex Lieflandlaan                                         | 1959      |             | Gisbert Bromlaan 6 t/m 64                                  | 52° 6' 28" NB, 5° 7' 6" OL  | 0344/1626 | Upload foto |
| Studentencomplex van de Stichting Studenten Huisvesting, Complex Lieflandlaan                                         | 1959      |             | Gisbert Bromlaan 66 t/m 74                                 | 52° 6' 28" NB, 5° 7' 3" OL  | 0344/1627 | Upload foto |
| Studentencomplex van de Stichting Studenten Huisvesting, Complex Lieflandlaan                                         | 1959      |             | Van Lieflandlaan 2 t/m 66                                  | 52° 6' 24" NB, 5° 7' 4" OL  | 0344/1602 | Upload foto |
| Studentencomplex van de Stichting Studenten Huisvesting, Complex Lieflandlaan                                         | 1959      |             | Van Lieflandlaan 76 t/m 140                                | 52° 6' 29" NB, 5° 7' 9" OL  | 0344/1603 | Upload foto |
| Studentencomplex van de Stichting Studenten Huisvesting, Complex Lieflandlaan                                         | 1959      |             | Willem Schuylenburglaan 6 t/m 69, Gisbert Bromlaan 76/78   | 52° 6' 27" NB, 5° 7' 2" OL  | 0344/1606 | Upload foto |
| Studentencomplex van de Stichting Studenten Huisvesting, Complex Lieflandlaan                                         | 1959      |             | Willem Schuylenburglaan 8 t/m 38, Gisbert Bromlaan 76/78   | 52° 6' 26" NB, 5° 6' 60" OL | 0344/1607 | Upload foto |
| Studentencomplex van de Stichting Studenten Huisvesting, Complex Lieflandlaan                                         | 1959      |             | Willem Schuylenburglaan 40 t/m 104, Gisbert Bromlaan 76/78 | 52° 6' 26" NB, 5° 6' 58" OL | 0344/1608 | Upload foto |
| Nederlands Hervormde kerk in de stijl van de Nieuwe zakelijkheid; Willem de Zwijgerkerk, tegenwoordig Sint-Pauluskerk | 1930-1935 | Ch.L. Quere | Willem de Zwijgerplantsoen 19                              | 52° 6' 29" NB, 5° 7' 46" OL | 0344/1557 | Upload foto |
| Transformatorhuis | 1933      | PUEM        | Willem de Zwijgerplantsoen 21                              | 52° 6' 29" NB, 5° 7' 44" OL | 0344/0204 | Upload foto |

## Tuindorp-Oost
Tuindorp-Oost kent de volgende 3 gemeentelijke monumenten:
| Object                                                               | Bouwjaar  | Architect                          | Locatie                              | Coördinaten                 | Nr.       | Afbeelding  |
| -------------------------------------------------------------------- | --------- | ---------------------------------- | ------------------------------------ | --------------------------- | --------- | ----------- |
| Onderstation NS                                                      | 1942      | S. van Ravesteyn                   | Eykmanlaan, tegenover 1250           | 52° 6' 45" NB, 5° 8' 20" OL | 0344/1540 | Upload foto |
| Gereformeerde Kerk (Vrijgemaakt)                                     | 1964      | Van der Wart en Blom               | Kouwerplantsoen 1A en Troosterhof 40 | 52° 6' 23" NB, 5° 8' 12" OL | 0344/1519 | Upload foto |
| Openbare Lagere school deel uitmakende van eerste serie MUWI-scholen | 1961-1962 | Aannemersbedrijf Muys en de Winter | Wevelaan 2 t/m 6                     | 52° 6' 20" NB, 5° 8' 23" OL | 0344/1731 | Upload foto |

## Tuinwijk-Oost
De buurt Tuinwijk-Oost kent de volgende 12 gemeentelijke monumenten beschreven in 11 regels (monumentnummers):
| Object                                                                             | Bouwjaar     | Architect                                                           | Locatie                                                             | Coördinaten                 | Nr.       | Afbeelding  |
| ---------------------------------------------------------------------------------- | ------------ | ------------------------------------------------------------------- | ------------------------------------------------------------------- | --------------------------- | --------- | ----------- |
| Voormalige Veevoederfabriek Hooghiemstra                                           | 1890 (circa) |                                                                     | Hooghiemstraplein 51 t/m 173 (voorheen Wittevrouwensingel 100A)     | 52° 5' 55" NB, 5° 7' 30" OL | 0344/0195 | Upload foto |
| Gebouw met voorgevel in Amsterdamse schoolstijl                                    | 1931         | Dienst Openbare Werken van de Gemeente, hoofdarchitect J.I. Planjer | Menno van Coehoornstraat 40                                         | 52° 5' 59" NB, 5° 7' 27" OL | 0344/1571 | Upload foto |
| Monument Tuinwijk; herdenkingsmonument Tweede Wereldoorlig                         | 1946 (circa) | kunstenaar W. van Kuilenburg                                        | Majoor Bosshardtplantsoen / Ingen Houszstraat                       | 52° 6' 13" NB, 5° 7' 32" OL | 0344/1669 | Upload foto |
| Milieu-educatiecentrum en kinderboerderij                                          | 1998         | René van Zuuk                                                       | Van Swindenstraat 129                                               | 52° 6' 6" NB, 5° 7' 43" OL  | 0344/1769 | Upload foto |
| Dubbelpand met kelders en mezzanino                                                | 1850 (circa) |                                                                     | Stieltjesstraat 76 t/m 76B (oorspronkelijk Van Weerdsingel O.Z. 99) | 52° 5' 58" NB, 5° 7' 30" OL | 0344/0197 | Upload foto |
| Voormalige ketelhuis van de gasfabriek in de stijl van de Amsterdamse School       |              |                                                                     | Witte Vrouwensingel 89/90                                           | 52° 5' 54" NB, 5° 7' 37" OL | 0344/0196 | Upload foto |
| Woonhuis                                                                           | 1850         |                                                                     | Witte Vrouwensingel 93/93BS                                         | 52° 5' 54" NB, 5° 7' 36" OL | 0344/0198 | Upload foto |
|                                                                                    | 1927         |                                                                     | Witte Vrouwensingel 94 t/m 94bis-A                                  | 52° 5' 54" NB, 5° 7' 36" OL | 0344/0199 | Upload foto |
| Pakhuis in de stijl van de Amsterdamse School                                      | 1927         |                                                                     | Witte Vrouwensingel 99, Hooghiemstraplein 11A t/m 11E               | 52° 5' 53" NB, 5° 7' 33" OL | 0344/0200 | Upload foto |
| Woonhuis                                                                           | 1899         |                                                                     | Witte Vrouwensingel 100/100A                                        | 52° 5' 53" NB, 5° 7' 32" OL | 0344/0201 | Upload foto |
| Graanzuiginstallatie van de voormalige Voederkoeken en Fouragefabriek Hooghiemstra |              |                                                                     | Witte Vrouwensingel (ongenummerd); tegenover 102                    | 52° 5' 52" NB, 5° 7' 31" OL | 0344/0202 | Upload foto |

## Tuinwijk-West
De buurt Tuinwijk-West kent de volgende 11 gemeentelijke monumenten:
| Object                                                         | Bouwjaar | Architect                      | Locatie                                                 | Coördinaten                | Nr.       | Afbeelding  |
| -------------------------------------------------------------- | -------- | ------------------------------ | ------------------------------------------------------- | -------------------------- | --------- | ----------- |
| Voormalige katholieke jongensschool van de Fraters van Tilburg | 1909     |                                | Grave van Solmsstraat 2 en 4                            | 52° 6' 5" NB, 5° 7' 2" OL  | 0344/1974 | Upload foto |
| Woonhuis in de stijl van de Amsterdamse School                 | 1921     |                                | Melis Stokestraat 2                                     | 52° 6' 7" NB, 5° 7' 10" OL | 0344/0184 | Upload foto |
| Woonhuis in de stijl van de Amsterdamse School                 | 1921     |                                | Melis Stokestraat 4                                     | 52° 6' 7" NB, 5° 7' 10" OL | 0344/0185 | Upload foto |
| Woonhuis in de stijl van de Amsterdamse School                 | 1921     |                                | Melis Stokestraat 6                                     | 52° 6' 7" NB, 5° 7' 10" OL | 0344/0186 | Upload foto |
| Woonhuis in de stijl van de Amsterdamse School                 | 1921     |                                | Melis Stokestraat 8                                     | 52° 6' 7" NB, 5° 7' 9" OL  | 0344/0187 | Upload foto |
| Woonhuis in de stijl van de Amsterdamse School                 | 1921     |                                | Melis Stokestraat 10/10BS                               | 52° 6' 7" NB, 5° 7' 9" OL  | 0344/0188 | Upload foto |
| Woonhuis in de stijl van de Amsterdamse School                 | 1921     |                                | Melis Stokestraat 12/12BS                               | 52° 6' 7" NB, 5° 7' 9" OL  | 0344/0189 | Upload foto |
| Woonhuis in de stijl van de Amsterdamse School                 | 1921     |                                | Melis Stokestraat 14                                    | 52° 6' 7" NB, 5° 7' 8" OL  | 0344/0190 | Upload foto |
| Woonhuis in de stijl van de Amsterdamse School                 | 1921     |                                | Melis Stokestraat 16                                    | 52° 6' 7" NB, 5° 7' 8" OL  | 0344/0191 | Upload foto |
| Gerardus Majellaschool; Voormalige R.K. Maria meisjesschool    | 1929     | W.A. Maas                      | Van der Mondestraat 30 en Melis Stokestraat 18A t/m 18E | 52° 6' 8" NB, 5° 7' 4" OL  | 0344/0193 | Upload foto |
| Transformatorhuis in de stijl van de Amsterdamse School        | 1925     | P. van der Wart (vermoedelijk) | Willem Arntszkade 31A                                   | 52° 6' 7" NB, 5° 7' 11" OL | 0344/1560 | Upload foto |

## Vogelenbuurt
De Vogelenbuurt kent de volgende 5 gemeentelijke monumenten. Zie hieronder een overzicht.
Voor de Weerdbrug, zie de Lijst van gemeentelijke monumenten in Utrecht (stad)/Binnenstad.
| Object                                                    | Bouwjaar     | Architect             | Locatie                       | Coördinaten                | Nr.       | Afbeelding  |
| --------------------------------------------------------- | ------------ | --------------------- | ----------------------------- | -------------------------- | --------- | ----------- |
| Voormalige lagere school en Fröbelschool                  | 1903         | Dienst Gemeentewerken | Koekoeksplein 1A              | 52° 5' 55" NB, 5° 7' 3" OL | 0344/0142 | Upload foto |
| Voormalig badhuis (Eerste Volksbadhuis)                   | 1903         | P.L. Houtzagers       | Koekoeksplein 4/4BS           | 52° 5' 57" NB, 5° 7' 4" OL | 0344/0143 | Upload foto |
| Voormalige directeurswoning lagere school en Fröbelschool | 1903 (circa) |                       | Lijsterstraat 95              | 52° 5' 56" NB, 5° 7' 2" OL | 0344/0144 | Upload foto |
| Woning in neoclassicistische stijl                        | 1860 (circa) |                       | Weerdsingel Oostzijde 28      | 52° 5' 49" NB, 5° 7' 8" OL | 0344/0145 | Upload foto |
| Woning in neoclassicistische stijl                        | 1860 (circa) |                       | Weerdsingel Oostzijde 29-29BS | 52° 5' 49" NB, 5° 7' 9" OL | 0344/0146 | Upload foto |

## Voordorp/Voorveldsepolder
Voor het verkeersplein De Berekuil zie de lijst van gemeentelijke monumenten in Utrecht-Oost.
Daarnaast kent de buurt Voordorp/Voorveldsepolder de volgende 14 gemeentelijke monumenten:
| Object                                                  | Bouwjaar     | Architect              | Locatie                                          | Coördinaten                 | Nr.       | Afbeelding  |
| ------------------------------------------------------- | ------------ | ---------------------- | ------------------------------------------------ | --------------------------- | --------- | ----------- |
| Boerderij Groenesteyn                                   | 17e eeuw     |                        | Biltsestraatweg 88                               | 52° 5' 54" NB, 5° 9' 11" OL | 0344/0331 | Upload foto |
| Houten woonhuis in de verboden kringen van Fort De Bilt | 1920 (circa) |                        | Biltsestraatweg 102                              | 52° 5' 52" NB, 5° 9' 5" OL  | 0344/0332 | Upload foto |
| Woningbouwcomplex, complex Voordorp                     | 1991         | Theo Bosch Architecten | Kemal Ataturkstraat 2 t/m 44 (even nummers)      | 52° 6' 24" NB, 5° 8' 30" OL | 0344/1839 | Upload foto |
| Woningbouwcomplex, complex Voordorp                     | 1991         | Theo Bosch Architecten | Kemal Ataturkstraat 46 t/m 68 (even nummers)     | 52° 6' 27" NB, 5° 8' 30" OL | 0344/1840 | Upload foto |
| Woningbouwcomplex, complex Voordorp                     | 1991         | Theo Bosch Architecten | Kemal Ataturkstraat 70 t/m 96 (even nummers)     | 52° 6' 29" NB, 5° 8' 31" OL | 0344/1949 | Upload foto |
| Woningbouwcomplex, complex Voordorp                     | 1991         | Theo Bosch Architecten | Kemal Ataturkstraat 87 t/m 97 (oneven nummers)   | 52° 6' 26" NB, 5° 8' 32" OL | 0344/1880 | Upload foto |
| Woningbouwcomplex, complex Voordorp                     | 1991         | Theo Bosch Architecten | Kemal Ataturkstraat 98 t/m 120 (even nummers)    | 52° 6' 28" NB, 5° 8' 33" OL | 0344/1890 | Upload foto |
| Woningbouwcomplex, complex Voordorp                     | 1991         | Theo Bosch Architecten | Kemal Ataturkstraat 101 t/m 135 (oneven nummers) | 52° 6' 25" NB, 5° 8' 33" OL | 0344/1848 | Upload foto |
| Woningbouwcomplex, complex Voordorp                     | 1991         | Theo Bosch Architecten | Pal Maleterstraat 1 t/m 35 (oneven nummers)      | 52° 6' 28" NB, 5° 8' 38" OL | 0344/1898 | Upload foto |
| Woningbouwcomplex, complex Voordorp                     | 1991         | Theo Bosch Architecten | Pal Maleterstraat 2 t/m 36 (even nummers)        | 52° 6' 27" NB, 5° 8' 37" OL | 0344/1899 | Upload foto |
| Woningbouwcomplex, complex Voordorp                     | 1991         | Theo Bosch Architecten | Pal Maleterstraat 37 t/m 71 (oneven nummers)     | 52° 6' 29" NB, 5° 8' 39" OL | 0344/1900 | Upload foto |
| Woningbouwcomplex, complex Voordorp                     | 1991         | Theo Bosch Architecten | Pal Maleterstraat 40 t/m 62 (even nummers)       | 52° 6' 29" NB, 5° 8' 36" OL | 0344/1892 | Upload foto |
| Woningbouwcomplex, complex Voordorp                     | 1991         | Theo Bosch Architecten | Thomas Masarykstraat 1 t/m 39 (oneven nummers)   | 52° 6' 24" NB, 5° 8' 32" OL | 0344/1874 | Upload foto |
| Woningbouwcomplex, complex Voordorp                     | 1991         | Theo Bosch Architecten | Thomas Masarykstraat 41 t/m 75 (oneven nummers)  | 52° 6' 26" NB, 5° 8' 35" OL | 0344/1873 | Upload foto |

## Wittevrouwen
De buurt Wittevrouwen kent de volgende 107 gemeentelijke monumenten beschreven in 71 regels (monumentnummers):
| Object | Bouwjaar        | Architect | Locatie | Coördinaten                 | Nr.       | Afbeelding                                                                           |
| --- | --------------- | --- | --- | --------------------------- | --------- | ------------------------------------------------------------------------------------ |
| Voormalige Anatomisch Instituut van de Rijks Veeartsenijschool | 1918            | J. Crouwel (in dienst van rijksbouwmeester H.Th. Teeuwissen) in samenspraak met de leraren dr. G. Krediet en dr. H. Jacob | Bekerstraat 141-161 |                             | 0344/1706 | Upload foto                                                                          |
| Voormalig Zwembad en badhuis OZEBI | 1915            | J. Ingenohl | Biltstraat 4/4A |                             | 0344/0279 | Upload foto                                                                          |
| Winkelwoonpand in Hollandse neo-renaissance stijl | 1898            | | Biltstraat 24/24C |                             | 0344/0280 | Upload foto                                                                          |
| Woon-winkelpand in Jugendstil | 1905            | | Biltstraat 60/60BS |                             | 0344/0281 | Upload foto                                                                          |
| Vrijstaand woonhuis | 1880 (circa)    | | Biltstraat 106 |                             | 0344/0282 | Upload foto                                                                          |
| Woonhuis | 1880 (circa)    | | Biltstraat 136 |                             | 0344/0283 | Upload foto                                                                          |
| Woonhuis | 1815            | | Biltstraat 156 |                             | 0344/0284 | Upload foto                                                                          |
| Deel van dubbelpand Biltstraat 162-164; Ooit bedoeld als Station vaccinogine (inentingslokatie) voormalige Rijksveeartsenijschool; later postkantoor | 1880 (circa)    | | Biltstraat 162 |                             | 0344/0284 | Upload foto                                                                          |
| Deel van dubbelpand Biltstraat 162-164; Ooit bedoeld als Station vaccinogine (inentingslokatie) van de voormalige Rijksveeartsenijschool; later postkantoor | 1880 (circa)    | | Biltstraat 164 |                             | 0344/0284 | Upload foto                                                                          |
| Pathologisch Instituut van de voormalige Rijks Veeartsenijschool | 1908            | C.H. Peters (Rijksbouwmeester)                                                                                            | Biltstraat 166 |                             | 0344/1709 | Upload foto                                                                          |
| Hoofdopzichterswoning Biltstraat van de voormalige Veeartsenijschool |                 | | Biltstraat 170-170A |                             | 0344/1708 | Upload foto                                                                          |
| Veeartsenijschoolcomplex; niet integraal beschermd; de volgende diverse beschermde elementen/groepen (7 stuks): * hekwerk en terreinmuur langs de Biltstraat; Laadperron in de Veeartsenijstraat; * Kademuur en loskade gelegen langs de Biltse Grift achter de panden Veeartsenijstraat 155 en Veeartsenijstraat 165-215; * Stenen basement basculeweegschaal linksvoor Veeartsenijstraat 218; * Demonstratietafel in het plantsoen ten noorden van het Onderwijsgebouw Veeartsenijstraat 165-215, * Muren ter plaatse van de aansluiting op de Takstraat, * Poort en muur Veeartsenijpad aan de Poortstraat tussen Poortstraat 103 en de Griftbrug; * Poort en muur Hoefsmederijstraat aan de Poortstraat tussen Poorstraat 128 en de Griftbrug | 1819 (vanaf)    | C.H. Peters (Rijksbouwmeester)                                                                                            | Biltstraat, Krijtstraat, Bollenhofsestraat, Veeartsenijstraat, Veeratsenijpad, Hoefsmederijstraat, Hoefsmederijpad, Bekkerstraat en Britse Grift |                             | 0344/1707 | Upload foto                                                                          |
| Kruiskerk met pastorie; Nieuwe Kerk | 1910            | C.B. Posthumus Meyes | Bollenhofsestraat 138A |                             | 0344/0287 | Upload foto                                                                          |
| Kosterswoning van de Nieuwe Kerk |                 | | Bollenhofsestraat 140 |                             | 0344/0288 | Upload foto                                                                          |
| Woonhuis, onderdeel hofje van 10 huizen | 1881            | in opdracht van de Evangelische Lutherse Gemeente                                                                         | Gildstraat 115 |                             | 0344/0289 | Upload foto                                                                          |
| Woonhuis, onderdeel hofje van 10 huizen | 1881            | in opdracht van de Evangelische Lutherse Gemeente                                                                         | Gildstraat 117 |                             | 0344/0290 | Upload foto                                                                          |
| Woonhuis, onderdeel hofje van 10 huizen | 1881            | in opdracht van de Evangelische Lutherse Gemeente                                                                         | Gildstraat 119 |                             | 0344/0291 | Upload foto                                                                          |
| Woonhuis, onderdeel hofje van 10 huizen | 1881            | in opdracht van de Evangelische Lutherse Gemeente                                                                         | Gildstraat 121 |                             | 0344/0292 | Upload foto                                                                          |
| Woonhuis, onderdeel hofje van 10 huizen | 1881            | in opdracht van de Evangelische Lutherse Gemeente                                                                         | Gildstraat 123 |                             | 0344/0293 | Upload foto                                                                          |
| Woonhuis, onderdeel hofje van 10 huizen | 1881            | in opdracht van de Evangelische Lutherse Gemeente                                                                         | Gildstraat 125 |                             | 0344/0294 | Upload foto                                                                          |
| Woonhuis, onderdeel hofje van 10 huizen | 1881            | in opdracht van de Evangelische Lutherse Gemeente                                                                         | Gildstraat 127 |                             | 0344/0295 | Upload foto                                                                          |
| Woonhuis, onderdeel hofje van 10 huizen | 1881            | in opdracht van de Evangelische Lutherse Gemeente                                                                         | Gildstraat 129 |                             | 0344/0296 | Upload foto                                                                          |
| Woonhuis, onderdeel hofje van 10 huizen | 1881            | in opdracht van de Evangelische Lutherse Gemeente                                                                         | Gildstraat 131 |                             | 0344/0297 | Upload foto                                                                          |
| Woonhuis, onderdeel hofje van 10 huizen | 1881            | in opdracht van de Evangelische Lutherse Gemeente                                                                         | Gildstraat 133 |                             | 0344/0298 | Upload foto                                                                          |
| Hofje met 30 woonhuizen in drie bouwblokken; eerste steen gelegd door Jhr. H.J.M. van Asch Van Wijck op 6-jarige leeftijd op 18 juni 1854 (later burgemeester van Utrecht) | 1854            | in opdracht van de Evangelische Lutherse Gemeente                                                                         | Goedestraat 14A t/m 36K |                             | 0344/0298 | Upload foto                                                                          |
| Voormalig sectiegebouw van de Rijks Veeartsenijschool | 1908            | C.H. Peters (Rijksbouwmeester)                                                                                            | Hoefijzerstraat 10 |                             | 0344/1711 | Upload foto                                                                          |
| Voormalige proefdierstallen van de Rijks Veeartsenijschool (ten behoeve van het Instituut voor Parasitaire en Infectieziekten) | 1905-1915       | C.H. Peters (Rijksbouwmeester)                                                                                            | Hoefijzerstraat 12-32 |                             | 0344/1712 | Upload foto                                                                          |
| Voormalige Instituut voor Chirurgie van de Rijks Veeartsenijschool | 1914            | C.H. Peters (Rijksbouwmeester)                                                                                            | Hoefijzerstraat 50-80 en Gildstraat 171-177 |                             | 0344/1713 | Upload foto                                                                          |
| Voormalige hoefsmederij van de Rijks Veeartsenijschool | 1916            | bureau van rijksbouwmeester H.Th. Teeuwisse                                                                               | Hoefsmederijstraat 1-27 |                             | 0344/1714 | Upload foto                                                                          |
| Voormalige rassenstal van de Rijks Veeartsenijschool | 1923            | rijksbouwmeester H.Th. Teeuwisse                                                                                          | Hoefsmederijstraat 33-49 |                             | 0344/1715 | Upload foto                                                                          |
| Deel van een reeks gelijke panden in Overgangsstijl met Jugendstil-elementen | 1905-1906       | | Obrechtstraat 2/2Bis | 52° 5' 45" NB, 5° 7' 47" OL | 0344/1573 | Upload foto                                                                          |
| Voormalige melkfabriek 'De Landbouw' met woonhuis | 1910            | | Obrechtstraat 10 t/m 14Bis | 52° 5' 45" NB, 5° 7' 47" OL | 0344/0302 | Upload foto                                                                          |
| Onderdeel van de reeks panden Obrechtstraat 7 tot en met 33bis, in één opzet gebouwd | 1905-1906       | A.M. de Koff en J.U. Mulder                                                                                               | Obrechtstraat 7/7BS | 52° 5' 45" NB, 5° 7' 47" OL | 0344/2787 | Upload foto                                                                          |
| Onderdeel van de reeks panden Obrechtstraat 7 tot en met 33bis, in één opzet gebouwd | 1905-1906       | A.M. de Koff en J.U. Mulder                                                                                               | Obrechtstraat 9/9BS | 52° 5' 45" NB, 5° 7' 47" OL | 0344/2789 | Upload foto                                                                          |
| Onderdeel van de reeks panden Obrechtstraat 7 tot en met 33bis, in één opzet gebouwd | 1905-1906       | A.M. de Koff en J.U. Mulder                                                                                               | Obrechtstraat 10 | 52° 5' 45" NB, 5° 7' 45" OL | 0344/2759 | Onderdeel van de reeks panden Obrechtstraat 7 tot en met 33bis, in één opzet gebouwd |
| Onderdeel van de reeks panden Obrechtstraat 7 tot en met 33bis, in één opzet gebouwd | 1905-1906       | A.M. de Koff en J.U. Mulder                                                                                               | Obrechtstraat 11 | 52° 5' 45" NB, 5° 7' 47" OL | 0344/2760 | Upload foto                                                                          |
| Onderdeel van de reeks panden Obrechtstraat 7 tot en met 33bis, in één opzet gebouwd | 1905-1906       | A.M. de Koff en J.U. Mulder                                                                                               | Obrechtstraat 12 | 52° 5' 45" NB, 5° 7' 46" OL | 0344/2761 | Onderdeel van de reeks panden Obrechtstraat 7 tot en met 33bis, in één opzet gebouwd |
| Onderdeel van de reeks panden Obrechtstraat 7 tot en met 33bis, in één opzet gebouwd | 1905-1906       | A.M. de Koff en J.U. Mulder                                                                                               | Obrechtstraat 13 | 52° 5' 46" NB, 5° 7' 47" OL | 0344/2762 | Upload foto                                                                          |
| Onderdeel van de reeks panden Obrechtstraat 7 tot en met 33bis, in één opzet gebouwd | 1905-1906       | A.M. de Koff en J.U. Mulder                                                                                               | Obrechtstraat 14/14BS | 52° 5' 45" NB, 5° 7' 46" OL | 0344/2763 | Onderdeel van de reeks panden Obrechtstraat 7 tot en met 33bis, in één opzet gebouwd |
| Onderdeel van de reeks panden Obrechtstraat 7 tot en met 33bis, in één opzet gebouwd | 1905-1906       | A.M. de Koff en J.U. Mulder                                                                                               | Obrechtstraat 15/15BS | 52° 5' 46" NB, 5° 7' 47" OL | 0344/2765 | Upload foto                                                                          |
| Onderdeel van de reeks panden Obrechtstraat 7 tot en met 33bis, in één opzet gebouwd | 1905-1906       | A.M. de Koff en J.U. Mulder                                                                                               | Obrechtstraat 17, 17A, 17BS | 52° 5' 46" NB, 5° 7' 47" OL | 0344/2767 | Upload foto                                                                          |
| Onderdeel van de reeks panden Obrechtstraat 7 tot en met 33bis, in één opzet gebouwd | 1905-1906       | A.M. de Koff en J.U. Mulder                                                                                               | Obrechtstraat 19, 19A, 19BS | 52° 5' 46" NB, 5° 7' 47" OL | 0344/2770 | Upload foto                                                                          |
| Onderdeel van de reeks panden Obrechtstraat 7 tot en met 33bis, in één opzet gebouwd | 1905-1906       | A.M. de Koff en J.U. Mulder                                                                                               | Obrechtstraat 21/21BS | 52° 5' 46" NB, 5° 7' 47" OL | 0344/2773 | Upload foto                                                                          |
| Onderdeel van de reeks panden Obrechtstraat 7 tot en met 33bis, in één opzet gebouwd | 1905-1906       | A.M. de Koff en J.U. Mulder                                                                                               | Obrechtstraat 23/23BS | 52° 5' 46" NB, 5° 7' 48" OL | 0344/2775 | Upload foto                                                                          |
| Onderdeel van de reeks panden Obrechtstraat 7 tot en met 33bis, in één opzet gebouwd | 1905-1906       | A.M. de Koff en J.U. Mulder                                                                                               | Obrechtstraat 25/25BS | 52° 5' 47" NB, 5° 7' 48" OL | 0344/2777 | Upload foto                                                                          |
| Onderdeel van de reeks panden Obrechtstraat 7 tot en met 33bis, in één opzet gebouwd | 1905-1906       | A.M. de Koff en J.U. Mulder                                                                                               | Obrechtstraat 27/27BS | 52° 5' 47" NB, 5° 7' 48" OL | 0344/2779 | Upload foto                                                                          |
| Onderdeel van de reeks panden Obrechtstraat 7 tot en met 33bis, in één opzet gebouwd | 1905-1906       | A.M. de Koff en J.U. Mulder                                                                                               | Obrechtstraat 29/29BS | 52° 5' 47" NB, 5° 7' 48" OL | 0344/2781 | Upload foto                                                                          |
| Onderdeel van de reeks panden Obrechtstraat 7 tot en met 33bis, in één opzet gebouwd | 1905-1906       | A.M. de Koff en J.U. Mulder                                                                                               | Obrechtstraat 31/31BS | 52° 5' 47" NB, 5° 7' 48" OL | 0344/2783 | Upload foto                                                                          |
| Onderdeel van de reeks panden Obrechtstraat 7 tot en met 33bis, in één opzet gebouwd | 1905-1906       | A.M. de Koff en J.U. Mulder                                                                                               | Obrechtstraat 33/33BS | 52° 5' 47" NB, 5° 7' 48" OL | 0344/2785 | Upload foto                                                                          |
| Griftbrug | 1917            | | Poortstraat, Alexander Numankade |                             | 0344/0287 | Upload foto                                                                          |
| Hondenstal van de Rijks Veeartsenijschool | 1909            | C.H. Peters (Rijksbouwmeester)                                                                                            | Veeartsenijpad 150 |                             | 0344/1718 | Upload foto                                                                          |
| Voormalige ovengebouw van de Rijks Veeartsenijschool | 1911            | C.H. Peters (Rijksbouwmeester)                                                                                            | Veeartsenijpad 301 |                             | 0344/1717 | Upload foto                                                                          |
| Voormalige éénpaardstallen van de Rijks Veeartsenijschool | 1905-1915       | C.H. Peters (Rijksbouwmeester)                                                                                            | Veeartsenijstraat 200 t/m 218 |                             | 0344/1719 | Upload foto                                                                          |
| Grote koestal van de Rijks Veeartsenijschool; in 1988 verbouwd tot woningen | 1905-1915; 1988 | C.H. Peters (Rijksbouwmeester); verbouwing tot woningen Anke Colijn                                                       | Veeartsenijstraat 220-226 en 230-236 |                             | 0344/1720 | Upload foto                                                                          |
| Manege van de Rijks Veeartsenijschool | 1904            | C.H. Peters (Rijksbouwmeester)                                                                                            | Veeartsenijstraat 155 |                             | 0344/1721 | Upload foto                                                                          |
| Onderwijs/woongebouw van de Rijks Veeartsenijschool | 1876-1877       | C.H. Peters (Rijksbouwmeester)                                                                                            | Veeartsenijstraat 165-215 |                             | 0344/1718 | Upload foto                                                                          |
| Twee panden in één opzet gebouwd in neo-classicistische stijl | 1859            | | Wittevrouwensingel 44-44C en 45/45BS; een gedeelte was voorheen Biltstraat 2                                                                     |                             | 0344/0316 | Upload foto                                                                          |
| Woonhuis; rechter deel van dubbelpand met 47 | 1870            | | Wittevrouwensingel 46-46C |                             | 0344/0317 | Upload foto                                                                          |
| Woonhuis; linker deel van dubbelpand met 46 | 1870            | | Wittevrouwensingel 47 |                             | 0344/0318 | Upload foto                                                                          |
| Woonhuis; onderdeel van de rij | 1858            | | Wittevrouwensingel 49 |                             | 0344/0319 | Upload foto                                                                          |
| Woonhuis; onderdeel van de rij | 1858            | | Wittevrouwensingel 50 |                             | 0344/0320 | Upload foto                                                                          |
| Woonhuis; onderdeel van de rij | 1858            | | Wittevrouwensingel 51 |                             | 0344/0321 | Upload foto                                                                          |
| Woonhuis; onderdeel van de rij | 1858            | | Wittevrouwensingel 52 |                             | 0344/0322 | Upload foto                                                                          |
| Woonhuis; onderdeel van de rij | 1858            | | Wittevrouwensingel 53 |                             | 0344/0323 | Upload foto                                                                          |
| Woonhuis; onderdeel van de rij | 1858            | | Wittevrouwensingel 54 |                             | 0344/0324 | Upload foto                                                                          |
| Woonhuis | 1890 (circa)    | | Wittevrouwensingel 66 |                             | 0344/0325 | Upload foto                                                                          |
| Woonhuis, rechter deel van dubbelpand met 68 | 1885 (circa)    | | Wittevrouwensingel 67/67BS |                             | 0344/0326 | Upload foto                                                                          |
| Woonhuis, linker deel van dubbelpand met 67 | 1885 (circa)    | | Wittevrouwensingel 68/68BS |                             | 0344/0327 | Upload foto                                                                          |
| Woonhuis; onderdeel van een rij van drie gebouwd in één opzet in neoclassicistische stijl | 1862            | | Wittevrouwensingel 72 |                             | 0344/0328 | Upload foto                                                                          |
| Woonhuis; onderdeel van een rij van drie gebouwd in één opzet in neoclassicistische stijl | 1862            | | Wittevrouwensingel 73 |                             | 0344/0329 | Upload foto                                                                          |
| Woonhuis; onderdeel van een rij van drie gebouwd in één opzet in neoclassicistische stijl | 1862            | | Wittevrouwensingel 74 |                             | 0344/0330 | Upload foto                                                                          |

## Zeeheldenbuurt, Hengeldstraat e.o.
De buurt Zeeheldenbuurt, Hengeldstraat e.o. kent de volgende 79 gemeentelijke monumenten beschreven in 75 regels (monumentnummers):
| Object                                                                                         | Bouwjaar     | Architect                                      | Locatie                                      | Coördinaten                 | Nr.       | Afbeelding  |
| ---------------------------------------------------------------------------------------------- | ------------ | ---------------------------------------------- | -------------------------------------------- | --------------------------- | --------- | ----------- |
| Villa 'Vailima'                                                                                | 1910 (circa) |                                                | Admiraal van Gentstraat 2-4                  |                             | 0344/0205 | Upload foto |
| Villa 'Hubertine'                                                                              | 1910 (circa) |                                                | Admiraal van Gentstraat 6-8                  |                             | 0344/0206 | Upload foto |
| Woonhuis                                                                                       | 1925 (circa) |                                                | Admiraal van Gentstraat 10/10BS              |                             | 0344/0207 | Upload foto |
| Woonhuis                                                                                       | 1925 (circa) |                                                | Admiraal van Gentstraat 12/12BS              |                             | 0344/0208 | Upload foto |
| Woonhuis                                                                                       | 1925 (circa) |                                                | Admiraal van Gentstraat 14/15BS              |                             | 0344/0209 | Upload foto |
| Woonhuis                                                                                       | 1925 (circa) |                                                | Admiraal van Gentstraat 16/16BS              |                             | 0344/0210 | Upload foto |
| Woonhuis                                                                                       | 1925 (circa) |                                                | Admiraal van Gentstraat 41/41BS              |                             | 0344/0211 | Upload foto |
| Woonhuis                                                                                       | 1925 (circa) |                                                | Admiraal van Gentstraat 43/43BS              |                             | 0344/0212 | Upload foto |
| Woonhuis                                                                                       | 1925 (circa) |                                                | Admiraal van Gentstraat 45/45BS              |                             | 0344/0213 | Upload foto |
| Woonhuis                                                                                       | 1925 (circa) |                                                | Admiraal van Gentstraat 47/47BS              |                             | 0344/0214 | Upload foto |
| Woonhuis                                                                                       | 1925 (circa) |                                                | Admiraal van Gentstraat 49/49BS              |                             | 0344/0215 | Upload foto |
| Woonhuis                                                                                       | 1925 (circa) |                                                | Admiraal van Gentstraat 51/51BS en 51A/51ABS |                             | 0344/0216 | Upload foto |
| Woonhuis                                                                                       | 1925 (circa) |                                                | Admiraal van Gentstraat 53/53BS              |                             | 0344/0217 | Upload foto |
| Woonhuis                                                                                       | 1925 (circa) |                                                | Admiraal van Gentstraat 55/55BS              |                             | 0344/0218 | Upload foto |
| Woonhuis                                                                                       | 1925 (circa) |                                                | Admiraal van Gentstraat 57/57BS              |                             | 0344/0219 | Upload foto |
| Woonhuis                                                                                       | 1925 (circa) |                                                | Admiraal van Gentstraat 59/59BS              |                             | 0344/0220 | Upload foto |
| Woonhuis                                                                                       | 1925 (circa) |                                                | Admiraal van Gentstraat 61/61BS              |                             | 0344/0221 | Upload foto |
| Woonhuis                                                                                       | 1925 (circa) |                                                | Admiraal van Gentstraat 63/63BS              |                             | 0344/0222 | Upload foto |
| Woonhuis                                                                                       | 1925 (circa) |                                                | Admiraal van Gentstraat 65/65BS              |                             | 0344/0223 | Upload foto |
| Woonhuis in Hollandse neo-renaissancestijl                                                     | 1893         |                                                | Alexander Numankade 2/2BS                    |                             | 0344/0224 | Upload foto |
| Woonhuis in Hollandse neo-renaissancestijl                                                     | 1893         |                                                | Alexander Numankade 4/4BS                    |                             | 0344/0225 | Upload foto |
| Woonhuis in Hollandse neo-renaissancestijl                                                     | 1893         |                                                | Alexander Numankade 6/6BS                    |                             | 0344/0226 | Upload foto |
| Woonhuis in Hollandse neo-renaissancestijl                                                     | 1893         |                                                | Alexander Numankade 8                        |                             | 0344/0227 | Upload foto |
| Woonhuis in Hollandse neo-renaissancestijl                                                     | 1893         |                                                | Alexander Numankade 10                       |                             | 0344/0228 | Upload foto |
| Woonhuis in Hollandse neo-renaissancestijl                                                     | 1893         |                                                | Alexander Numankade 12                       |                             | 0344/0229 | Upload foto |
| Woonhuis in Hollandse neo-renaissancestijl                                                     | 1893         |                                                | Alexander Numankade 14                       |                             | 0344/0230 | Upload foto |
| Woonhuis in Hollandse neo-renaissancestijl                                                     | 1893         |                                                | Alexander Numankade 16                       |                             | 0344/0231 | Upload foto |
| Woonhuis                                                                                       | 1900 (circa) |                                                | Biltstraat 182                               |                             | 0344/0232 | Upload foto |
| Woonhuis                                                                                       | 1888 (circa) |                                                | Biltstraat 190                               |                             | 0344/0233 | Upload foto |
| Woonhuis                                                                                       | 1888 (circa) |                                                | Biltstraat 192 t/m 192H                      |                             | 0344/0234 | Upload foto |
| Woonhuis                                                                                       | 1888 (circa) |                                                | Biltstraat 194                               |                             | 0344/0235 | Upload foto |
| Woonhuis                                                                                       | 1888 (circa) |                                                | Biltstraat 196                               |                             | 0344/0236 | Upload foto |
| Woonhuis                                                                                       | 1888         |                                                | Biltstraat 202                               |                             | 0344/0238 | Upload foto |
| Drie woonhuizen in één opzet gebouwd                                                           | 1888         |                                                | Biltstraat 204 t/m 208                       |                             | 0344/0239 | Upload foto |
| Voormalige Kliniek voor Kleine Huisdieren, onderdeel van de voormalige Rijks Veeartsenijschool | 1919 (circa) | J. Crouwe                                      | Dekhuyzenstraat 40-60                        | 52° 6' 5" NB, 5° 8' 3" OL   | 0344/1710 | Upload foto |
| Kantoor Utrechtse Verzekeringsbank                                                             |              |                                                | F.C. Dondersstraat 1                         |                             | 0344/1623 | Upload foto |
| Woonhuis in Hollandse neo-renaissancestijl                                                     | 1893         |                                                | F.C. Dondersstraat 28/28BS                   |                             | 0344/0240 | Upload foto |
| Woonhuis in Hollandse neo-renaissancestijl                                                     | 1893         |                                                | F.C. Dondersstraat 30/30BS                   |                             | 0344/0241 | Upload foto |
| Woonhuis in Hollandse neo-renaissancestijl                                                     | 1893         |                                                | F.C. Dondersstraat 32/32BS                   |                             | 0344/0242 | Upload foto |
| Woonhuis in Hollandse neo-renaissancestijl                                                     | 1893         |                                                | F.C. Dondersstraat 34/34BS                   |                             | 0344/0243 | Upload foto |
| Woonhuis in Hollandse neo-renaissancestijl                                                     | 1893         |                                                | F.C. Dondersstraat 36/36BS                   |                             | 0344/0244 | Upload foto |
| Woonhuis in Hollandse neo-renaissancestijl                                                     | 1893         |                                                | F.C. Dondersstraat 38/38BS                   |                             | 0344/0245 | Upload foto |
| Woonhuis in Hollandse neo-renaissancestijl                                                     | 1893         |                                                | F.C. Dondersstraat 40/40BS                   |                             | 0344/0246 | Upload foto |
| Woonhuis in Hollandse neo-renaissancestijl                                                     | 1893         |                                                | F.C. Dondersstraat 42/42BS                   |                             | 0344/0247 | Upload foto |
| Woonhuis in Hollandse neo-renaissancestijl                                                     | 1893         |                                                | F.C. Dondersstraat 44/44BS                   |                             | 0344/0248 | Upload foto |
| Woonhuis in Hollandse neo-renaissancestijl                                                     | 1893         |                                                | F.C. Dondersstraat 46/46BS                   |                             | 0344/0249 | Upload foto |
| Woonhuis in Hollandse neo-renaissancestijl                                                     | 1893         |                                                | F.C. Dondersstraat 48/48BS                   |                             | 0344/0250 | Upload foto |
| Woonhuis in Hollandse neo-renaissancestijl                                                     | 1893         |                                                | F.C. Dondersstraat 50/50BS                   |                             | 0344/0251 | Upload foto |
| Woonhuis in Hollandse neo-renaissancestijl                                                     | 1893         |                                                | F.C. Dondersstraat 52/52BS                   |                             | 0344/0252 | Upload foto |
| Woonhuis in Hollandse neo-renaissancestijl                                                     | 1893         |                                                | F.C. Dondersstraat 54/54BS1                  |                             | 0344/0253 | Upload foto |
| Woonhuis in Hollandse neo-renaissancestijl                                                     | 1893         |                                                | F.C. Dondersstraat 56/56BS                   |                             | 0344/0254 | Upload foto |
| Woonhuis in Hollandse neo-renaissancestijl                                                     | 1893         |                                                | F.C. Dondersstraat 58/58BS                   |                             | 0344/0255 | Upload foto |
| Woonhuis in Hollandse neo-renaissancestijl                                                     | 1893         |                                                | F.C. Dondersstraat 60/60BS                   |                             | 0344/0256 | Upload foto |
| Woonhuis in Hollandse neo-renaissancestijl                                                     | 1893         |                                                | F.C. Dondersstraat 62/62BS                   |                             | 0344/0257 | Upload foto |
| Woonhuis in Hollandse neo-renaissancestijl                                                     | 1893         |                                                | F.C. Dondersstraat 64/64BS                   |                             | 0344/0258 | Upload foto |
| Woonhuis in Hollandse neo-renaissancestijl                                                     | 1893         |                                                | F.C. Dondersstraat 66/66BS                   |                             | 0344/0259 | Upload foto |
| Woonhuis in Hollandse neo-renaissancestijl                                                     | 1893         |                                                | F.C. Dondersstraat 68/68BS                   |                             | 0344/0260 | Upload foto |
| Villa 'Wilhelmina'                                                                             | 1905 (circa) |                                                | M.H. Trompstraat 3                           |                             | 0344/0262 | Upload foto |
| Villa 'Agatha'                                                                                 | 1905 (circa) |                                                | M.H. Trompstraat 5                           |                             | 0344/0263 | Upload foto |
| Villa 'Cornelia'                                                                               | 1905 (circa) |                                                | M.H. Trompstraat 7 en 7/2                    |                             | 0344/0264 | Upload foto |
| Blok met drie boven- en benedenwoningen                                                        | 1925 (circa) |                                                | M.H. Trompstraat 11 t/m 15 BS                |                             | 0344/0265 | Upload foto |
| Woonhuis                                                                                       | 1925 (circa) |                                                | Van Brakelstraat 9/9BS                       |                             | 0344/0266 | Upload foto |
| Woonhuis                                                                                       | 1925 (circa) |                                                | Van Brakelstraat 11/11BS                     |                             | 0344/0267 | Upload foto |
| Woonhuis                                                                                       | 1925 (circa) |                                                | Van Brakelstraat 13/13BS                     |                             | 0344/0268 | Upload foto |
| Woonhuis                                                                                       | 1925 (circa) |                                                | Van Brakelstraat 15/15BS                     |                             | 0344/0269 | Upload foto |
| Woonhuis                                                                                       | 1925 (circa) |                                                | Van Brakelstraat 17/17BS                     |                             | 0344/0270 | Upload foto |
| Woonhuis                                                                                       | 1925 (circa) |                                                | Van Brakelstraat 19/19BS                     |                             | 0344/0271 | Upload foto |
| Woonhuis                                                                                       | 1925 (circa) |                                                | Van Brakelstraat 21/21BS                     |                             | 0344/0272 | Upload foto |
| Woonhuis                                                                                       | 1925 (circa) |                                                | Van Brakelstraat 23/23BS                     |                             | 0344/0273 | Upload foto |
| Rioolgemaal met bijbehorend transformatorhuis                                                  | 1957         | Dienst Openbare Werken van de gemeente Utrecht | Van Esveldstraat 23                          | 52° 6' 10" NB, 5° 7' 56" OL | 0344/1554 | Upload foto |
| Woonhuis                                                                                       | 1925 (circa) |                                                | Van Speijkstraat 17                          |                             | 0344/0274 | Upload foto |
| Villa 'Johanna'                                                                                | 1905         |                                                | Van Speijkstraat 19                          |                             | 0344/0275 | Upload foto |
| Villa 'Elza'                                                                                   | 2005 (circa) |                                                | Van Speijkstraat 21 t/m 33                   |                             | 0344/0275 | Upload foto |
| Woonhuis in Jugendstil                                                                         | 1921         | Lutters                                        | Willem Barentszstraat 91                     |                             | 0344/0277 | Upload foto |
| Woonhuis in Jugendstil                                                                         | 1921         | Lutters                                        | Willem Barentszstraat 93                     |                             | 0344/0278 | Upload foto |

## Door verschillende buurten
Voor het verkeersplein De Berekuil op het grenspunt van de twee wijken Oost en Noordoost, en op de grens van vier buurten Rijnsweerd, Wilhelminapark, Huizingalaan, Karel Doormanlaan e.o. en Voordorp/Voorveldsepolder zie de lijst van gemeentelijke monumenten in Utrecht-Oost.